# Isaak de Syriër
Isaak van Nineve (Syrisch: ܡܪܝ ܐܝܣܚܩ ܕܢܝܢܘܐ , Mor Ishok dNinwe, (of Isaak de Syriër) (gestorven ca. 700) was een zevende-eeuwse bisschop en theoloog binnen de Kerk van het Oosten. Hij staat vooral bekend om zijn invloedrijke werken die in vele talen vertaald zijn. Binnen de orthodoxe kerken is hij een heilige en wordt herdacht op 28 januari.
Isaak van Nineve moet niet verward worden met Isaak van Syrië.

## Leven
Isaak van Nineve is geboren in de regio van Qatar of Bahrein. Op een vrij jonge leeftijd ging hij samen met zijn broer het klooster in. Hier maakte hij kennis met grote Syrische schrijvers, zoals Efrem de Syriër, Johannes de Eenzame en Abba Asaia die zowel in het Syrisch als in het Grieks schreven.
Hij werd gewijd tot bisschop van Ninive (Mosoel), maar trok zich na vijf maanden terug uit het ambt om zich als kluizenaar in de bergen van Zuidoost-Irak te verbinden aan een klooster. Daar leefde hij een lange tijd solitair en at drie maal in de week brood en ongekookte groente.

## Werken
Isaak staat bekend om zijn spirituele homilieën over het innerlijke leven. Deze werken overleefden de eeuwen in Syrische manuscripten die naar het Grieks en Arabisch zijn vertaald. Vanuit het Grieks zijn er in de loop der middeleeuwen vertalingen gemaakt naar het Georgisch, Latijn en Slavisch.
Isaak vermeed in zijn werken bewust onderwerpen die betwist werden in theologische discussies. Dit geeft Isaak in zekere zin een oecumenisch karakter en is waarschijnlijk de reden dat hij, hoewel hij trouw bleef aan zijn eigen traditie, geëerd en gewaardeerd wordt tot ver buiten zijn eigen Nestoriaanse Kerk.
Isaak wordt gezien als een prominent vertegenwoordiger van het christelijke universalisme: de visie dat uiteindelijk alle mensen bij God komen en elke hel een proces van loutering is. 